# 1480

## Събития
- Леонардо да Винчи създава първия чадър.
- Московският велик княз Иван III отхвърля зависимостта от монголите

## Родени
- Фернандо Магелан, португалски мореплавател
- Монтесума II -последния император на атцеките
- ? – Албрехт Алтдорфер, германски художник
- 18 април – Лукреция Борджия, италианска благородничка